# 聯福道

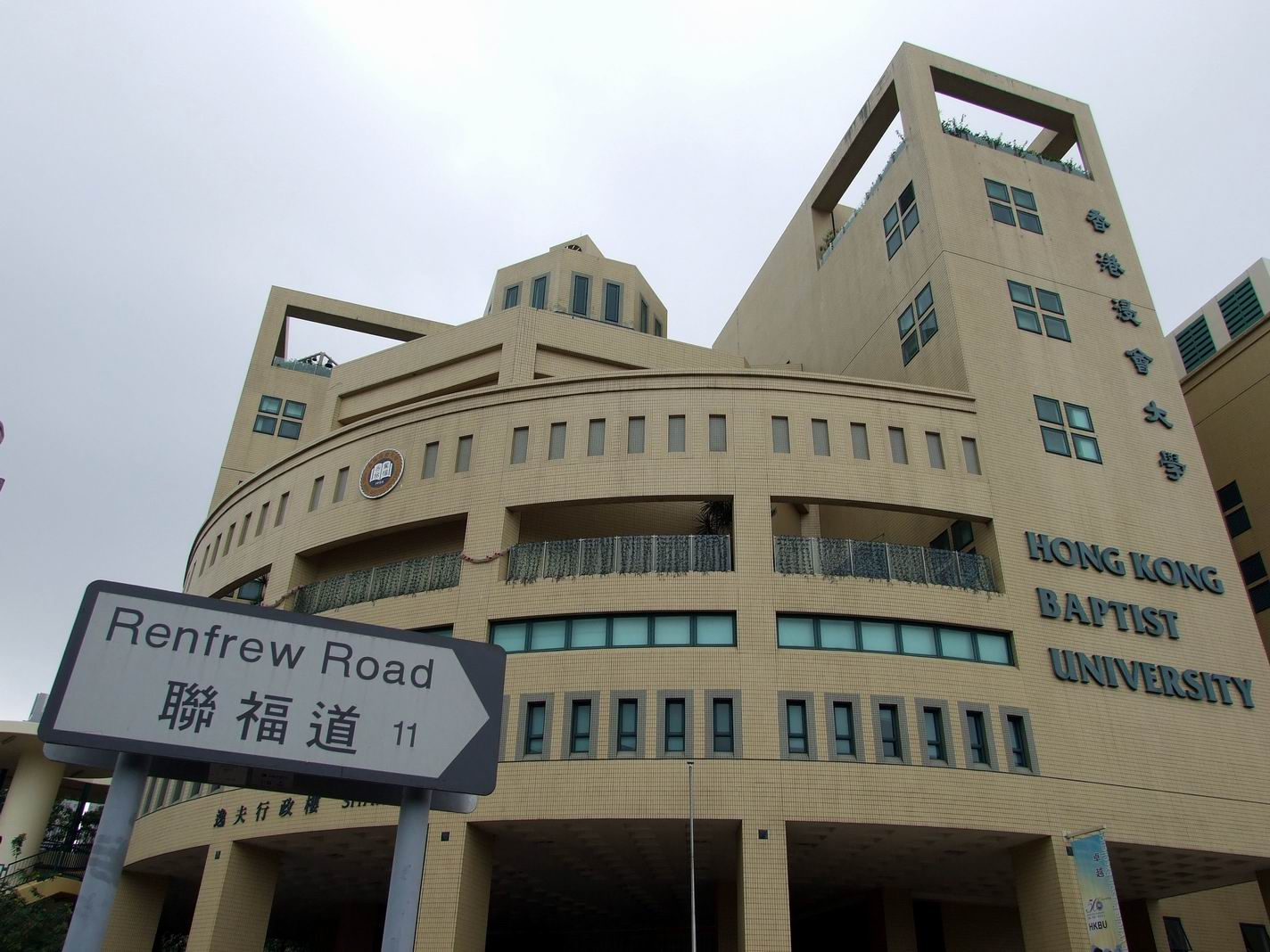
聯福道，背景是香港浸會大學逸夫校園的「逸夫行政樓」

聯福道（英語：Renfrew Road）是香港九龍的道路之一，位於九龍仔，北接聯合道，南接禧福道。聯福道以蘇格蘭的聯福郡（又稱倫弗魯郡）命名。

## 歷史
香港專業教育學院李惠利分校原座落本道旁，於2010年遷往調景嶺。
當香港專業教育學院李惠利分校遷出後，浸會大學曾申請欲將該處改建為大學校舍及宿舍，但遭香港政府拒絕。其後政府更有意把地皮更改為住宅用途蘋果日報：李惠利校一拆二發展 （页面存档备份，存于），浸會大學校方、學生及當區區議員等均此表示反對，因而引發一連串的示威及抗議行動。所屬地段的九龍城區議會隨後亦議決反對政府的計劃。最終政府於2014年初將該地皮從賣地表中剔除，交還予香港教育局，事件才暫時結束。該地部份面積現時暫借於香港理工大學作教學用途。
至2019年9月13日，香港專業教育學院李惠利分校獲母公司教育局核准改為東華三院包玉星學校，預計2027至29年間遷入。
聯福道是解放軍駐港部隊九龍東軍營的主要汽車出入通道，該軍事設施曾由駐港英軍使用，1997年7月1日起，移交予解放軍駐港部隊。

## 沿路建築
- 香港浸會大學逸夫校園
- 聯校運動中心
- 天保民學校
- 九龍東軍營
- 包玉星學校
- 香港浸會大學學生宿舍

## 公共交通
- 專利巴士：103，208
- 專線小巴：25M